# ネブロス
ネブロス (ギリシア語: Νέβουλος) は、東ローマ皇帝ユスティニアノス2世に仕えた南スラヴ人もしくはブルガール人の将軍。セバストポリスの戦いでアラブ人のウマイヤ朝軍に寝返り、勝敗を決定づけた。
688/9年、ユスティニアノス2世はバルカン半島にいたスラヴ人を、人口の減少していたテマ・オプキシオンに強制移住させた。そしてその中から、伝えられるところによれば30,000人の軍団を徴兵した。彼らはギリシア語でλαός περιούσιοςすなわち「選ばれた者たち」と呼ばれた。690年ごろ、既にスクリボンの地位についていて、皇帝の近衛を務めていたと思われるネブロスは、このスラヴ人軍団の司令官(アルコーン)に任じられた。ネブロスの出自については学者の間で様々な説が対立している。ブルガール人とする者もいれば、南スラヴ人であるとする者もいる。コンスタンティノープル総主教ニキフォロス1世によれば、ネブロスはスラヴ人入植者の中の貴族の中から選ばれたのだという。
692/3年、訓練を終えたスラヴ人軍団は、テマ・アナトリコンのストラテゴスであるレオンティオス率いる対ウマイヤ朝の大遠征軍に参加することになった。東ローマ軍とアラブ人はセバストポリスの戦いで激突した。当初は東ローマ軍が優勢になりかけていたが、ネブロスは麾下の兵の大部分にあたる約2万人を率いて東ローマ陣営から脱走し、アラブ人側に寝返った。アラブ軍の指揮官ムハンマド・ブン・マルワーンに買収されたものと考えられている。一部の文献には、ユスティニアノス2世が残ったスラヴ人に対して行ったという報復行為がかなり誇張されて記されている。それによれば皇帝はスラヴ人の軍団を解散し、その兵士や脱走者の家族を殺したり奴隷にして売り飛ばしたりしたというのである。一方のネブロスと彼に従ってきた兵たちは、ウマイヤ朝によってシリアに入植させられたのち、東ローマ領アナトリアへの襲撃に参加した。